# Alyawarr jezik
Alyawarr jezik (aljawara, alyawarra, alyawarre, iliaura, yowera; ISO 639-3: aly), jezik porodice pama-nyunga, podskupine aranda jezici|aranda, kojim govori 1 450 ljudi (1996 census) na području Sandover i Tennant Creeka na Sjevernom teritoriju i državi Queensland u Australiji.
Pripadnici etničke grupe zovu se Iliaura, a poznati su pod još cijelim nizom imena. Srodni su mu: zapadni Arrarnte [are], annmatyerre [amx] i kaytetye [gbb]. Pismo: latinica.

## Vanjske poveznice
- Ethnologue (14th)
- Ethnologue (15th)